# Warner Bros. Cartoons
Warner Bros. Cartoons, Inc. era a divisão interna da Warner Bros. durante a Era de Ouro da animação americana. Um dos estúdios de animação de maior sucesso na história da mídia americana, foi o principal responsável pelos curtas-metragens teatrais de Looney Tunes e Merrie Melodies. Os personagens apresentados nesses desenhos, incluindo Pernalonga, Patolino, Porco Porky, Sylvester e Tweety, estão entre os personagens mais famosos e reconhecíveis do mundo. Muitos dos funcionários criativos do estúdio, incluindo diretores e animadores como Chuck Jones, Friz Freleng, Robert McKimson, Tex Avery, Robert Clampett, Arthur Davis e Frank Tashlin, são considerados figuras importantes na arte e na história da animação tradicional .

## Visão geral
Warner Bros. Cartoons foi fundada em 1933 como Leon Schlesinger Productions, uma empresa independente que produziu os populares Looney Tunes e Merrie Melodies, curtas - metragens de animação lançados pela Warner Bros. Imagens. Em 1944, Schlesinger vendeu o estúdio para a Warner Bros., que continuou a operá-lo como Warner Bros. Cartoons, Inc. até 1963. Looney Tunes e Merrie Melodies foram brevemente subcontratados no estúdio DePatie – Freleng Enterprises da Freleng, de 1964 a 1967. O estúdio de desenhos animados da Warner Bros.  reabriu brevemente em 1967, antes de fechar suas portas dois anos depois, em 1969.
Uma empresa sucessora, a Warner Bros. Animation, foi criada em 1980.

## História

### 1930-1933: Harman-Ising Productions
Hugh Harman e Rudolf Ising originaram as séries de curtas-metragens animadas Looney Tunes e Merrie Melodies em 1930 e 1931, respectivamente. As duas séries de desenhos animados foram produzidas para Leon Schlesinger no Harman-Ising Studio, no Hollywood Boulevard, em Hollywood, Califórnia, com a Warner Bros. Imagens liberando os filmes para os cinemas. O primeiro personagem de Looney Tunes foi a criação de Harman-Ising Bosko, The Talk-ink Kid. Apesar do fato de Bosko ser popular entre o público de cinema, ele nunca conseguiu igualar a popularidade do Mickey Mouse, da Walt Disney, ou mesmo da Betty Boop, de Max Fleischer. Em 1933, Harman e Ising se separaram da Schlesinger por disputas financeiras e levaram Bosko com elas para a Metro-Goldwyn-Mayer. Como resultado, Schlesinger montou seu próprio estúdio no lote da Warner Bros. em Sunset Boulevard, em Hollywood.

### 1933–1944: Leon Schlesinger Productions

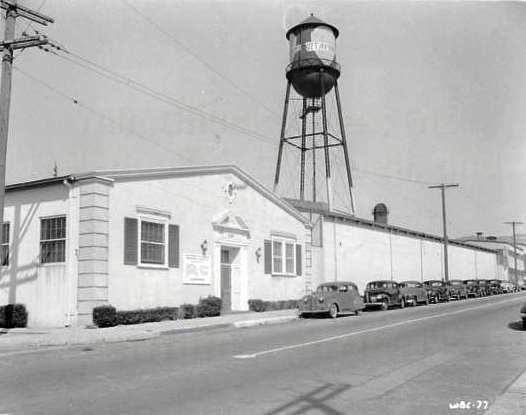
Leon Schlesinger Productions studio, parte do Old Warner Brothers Studio, Los Angeles, Califórnia

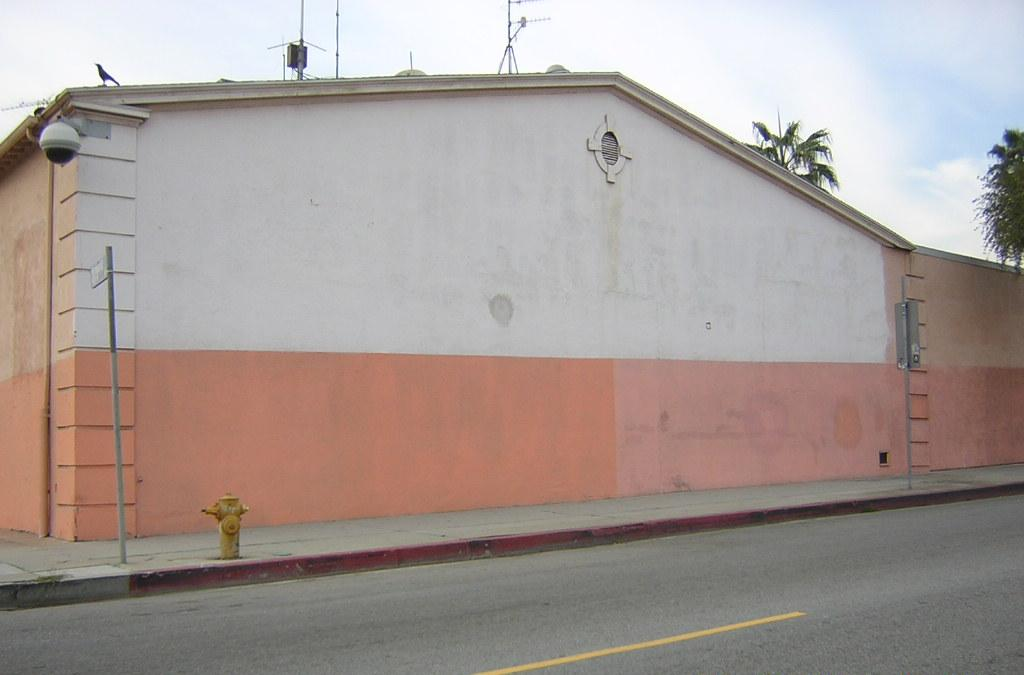
O ex-estúdio de desenhos animados Leon Schlesinger-Warner Bros., 2003

O estúdio de Schlesinger teve um início lento, continuando sua Merrie Melodies one-shot e introduzindo um substituto de Bosko chamado Buddy no Looney Tunes. O animador da Disney Tom Palmer foi o primeiro diretor sênior do estúdio, mas depois que os três desenhos que ele fez foram considerados de qualidade inaceitável e rejeitados pelo estúdio, o ex-animador / compositor musical Harman-Ising Isadore "Friz" Freleng foi chamado para substituir Palmer e refaz seus desenhos animados, onde todos os desenhos animados que Freleng dirigiu de 1933 a 1963 foram criados / dirigidos pelas composições e métodos musicais de Freleng. O estúdio então formou a estrutura de três unidades que ele manteria durante a maior parte de sua história, com uma das unidades chefiadas por Ben "Bugs" Hardaway e a outra com Earl Duvall, que foi substituído por Jack King um ano depois.
Em 1935, Freleng dirigiu o desenho animado Merrie Melodies, I Haven't Got a Hat, que introduziu o personagem Porky Pig. Hardaway e King partiram, e uma nova chegada à casa de Schlesinger, Fred "Tex" Avery, pegou a criação de Freleng e a acompanhou. Avery dirigiu uma série de desenhos animados estrelando Porky Pig que estabeleceram o personagem como a primeira estrela do estúdio. Schlesinger também mudou gradualmente os desenhos da Merrie Melodies de preto e branco para Technicolor de duas faixas em 1934 e finalmente para Technicolor de três faixas em 1936. A série Looney Tunes seria produzida em preto e branco por muito mais tempo, até 1943.
Devido às condições limitadas de espaçamento no prédio Schlesinger, em 1351 N. Van Ness, no lote da Warner Sunset, Avery e sua unidade - incluindo os animadores Robert Clampett e Chuck Jones - foram transferidos para um pequeno prédio em outro local do lote, que Avery e sua equipe apelidou carinhosamente de "Terraço de Cupins". Embora a unidade Avery tenha saído do prédio depois de um ano, "Termite Terrace" mais tarde se tornou um metônimo para o departamento de animação clássico da Warner Bros. em geral, mesmo anos depois que o prédio foi abandonado, condenado e demolido. Durante esse período, quatro cartuns foram terceirizados para o estúdio Ub Iwerks; no entanto, Iwerks lutou para adaptar seu estilo ao tipo de humor que o Looney Tunes havia desenvolvido até então, e então Clampett assumiu o cargo de diretor (usando a equipe de Iwerks) nos dois últimos cartuns terceirizados. Schlesinger ficou tão impressionado com o trabalho de Clampett nesses curtas que abriu uma quarta unidade para Clampett dirigir, embora por razões fiscais esse fosse tecnicamente um estúdio separado, chefiado pelo cunhado de Schlesinger, Ray Katz.
De 1936 a 1944, diretores de animação e animadores como Freleng, Avery, Clampett, Jones, Arthur Davis, Robert McKimson e Frank Tashlin trabalharam no estúdio. Durante esse período, esses criadores introduziram vários dos personagens mais populares de desenhos animados até hoje, incluindo Daffy Duck (1937, Porky's Duck Hunt de Avery), Elmer Fudd (1940, Elmer's Candid Camera by Jones), Bugs Bunny (1940, A Wild Hare por Avery) e Tweety (1942, A Tale of Two Kitties, de Clampett). Avery deixou o estúdio em 1941, após uma série de disputas com Schlesinger, que pouco depois fechou o estúdio por duas semanas devido a uma greve menor semelhante à mais conhecida que ocorreu na Disney. Alguns meses antes, ele baniu todos os funcionários sindicalizados no que ficou conhecido em retrospecto como o "Bloqueio Looney Tune"; Dessa vez, Schlesinger perdeu quase todos os funcionários da unidade Avery. Clampett e vários de seus principais animadores assumiram a antiga unidade de Avery, enquanto a própria posição de Clampett como diretor do estúdio Schlesinger-Katz foi assumida por Norm McCabe, um animador de Clampett cujos desenhos eram focados no humor relacionado à guerra; McCabe, por sua vez, durou apenas um ano antes de ser convocado, e Frank Tashlin voltou ao estúdio para substituí-lo.
Em 1942, o estúdio Schlesinger havia ultrapassado a Walt Disney Productions como o produtor de maior sucesso de curtas de animação dos Estados Unidos. Entre 1942 e 1945, o estúdio Schelsinger produziu uma série de filmes para os militares dos Estados Unidos em apoio aos seus esforços na Segunda Guerra Mundial. Sob o comando da Primeira Unidade de Cinema da Força Aérea dos EUA, liderada entre 1942 e 1944 pelo major Theodor Seuss Geisel (mais conhecido como Dr. Seuss), o estúdio produziu o Private Snafu e (com a Walter Lantz Productions) Mr. Hook desenhos animados para o entretenimento dos militares.

### 1944-1964: Warner Bros. Desenhos animados
Em 1944, Schlesinger vendeu seu estúdio para a Warner Bros., que renomeou a empresa Warner Bros. Cartoons, Inc. e Edward Selzer (que, segundo os relatos de Jones e Freleng, não tinham senso de humor ou valorização dos desenhos animados), foram nomeados pela Warner Bros. como o novo chefe do estúdio de desenho animado depois que Schlesinger se aposentou. Em setembro de 1944, Frank Tashlin foi embora, e em outubro de 1946, Robert Clampett foi embora. A unidade de Tashlin foi inicialmente adquirida por Robert McKimson, que mais tarde assumiu a unidade de Clampett. Os demais animadores da unidade McKimson inicial foram designados para Arthur Davis. Embora herdem a maioria de seus funcionários, essas unidades são as menos conhecidas entre as quatro, além de terem orçamentos mais baixos do que Jones e Freleng. Em 1948, o estúdio mudou-se para um prédio maior no lote Sunset Boulevard. A unidade separada de Davis foi dissolvida em 1949, e ele se tornou um animador de Freleng.
As unidades Jones, Freleng e McKimson foram notadas por seus respectivos estilos, principalmente influenciados por seus orçamentos: os desenhos animados de Jones (aos quais foram atribuídos os maiores orçamentos) apresentavam um estilo mais visual e sofisticado, Freleng (com orçamentos visivelmente menores que Jones) uso extensivo de pastelão, e McKimson (que com Davis tinha orçamentos muito mais baixos) costumava confiar mais em piadas e diálogos em geral.
Entre as estrelas de cartum da Warner Bros que foram criadas após a partida de Schlesinger incluem Pepé Le Pew (1945, Kitty odorável por Jones), Yosemite Sam (1945, Hare Trigger por Freleng), Sylvester (1945, Life with Feathers by Freleng), Foghorn Leghorn (1946, Walky Talky Hawky por McKimson), Wile E. Coyote e o Road Runner (1949, Fast and Furry-ous por Jones) e Speedy Gonzales (1953, Cat-Tails for Two por McKimson). Nos últimos anos, ainda mais personagens menores de Looney Tunes, como Rocky e Mugsy, de Freleng, Marvin the Martian, de Jones, e Devil 's Tasmanian, de McKimson, tornaram-se significativamente populares.
Após o veredicto dos Estados Unidos v. Paramount Pictures, Inc. no caso antitruste  em 1948, encerrou a prática de "bloqueio de reservas", a Warner Bros. não podia mais forçar os cinemas a comprar seus recursos e curtas juntos como pacotes; os curtas tiveram que ser vendidos separadamente. Os donos de cinemas estavam dispostos a pagar tanto pelos curtas-metragens, e, como resultado, no final da década de 1950, os orçamentos da Warner Bros. os desenhos animados ficaram mais apertados. Selzer forçou uma programação de produção rigorosa de cinco semanas em cada desenho animado (pelo menos um diretor, Chuck Jones, enganou o sistema, gastando mais tempo em desenhos especiais, como What's Opera, Doc?, menos tempo em produções mais simples, como entradas de Road Runner, e sua equipe forjou seus cartões de ponto). Com menos dinheiro para a animação completa, os roteiristas da Warner Bros. - Michael Maltese, Tedd Pierce e Warren Foster - começaram a concentrar mais de seus desenhos animados no diálogo. Enquanto os roteiristas eram designados aleatoriamente para diretores nas décadas de 1930 e 1940, na década de 1950, cada roteirista trabalhava quase exclusivamente com um diretor: maltês com Jones, Foster com Freleng e Pierce com McKimson.
Com o advento da mania de filmes em 3D em 1953, a Warner Bros. fechou seu estúdio de desenho animado em junho daquele ano, temendo que a produção de desenhos animados em 3D fosse muito cara (apenas um desenho animado da Warner Bros. foi produzido em 3 - D, Jack Lumber de Jones, estrelado por Bugs Bunny). A equipe criativa se dispersou (Jones, por exemplo, foi trabalhar na Disney na Bela Adormecida, Maltese foi na Walter Lantz Productions e Freleng começou no trabalho comercial). Warner Bros. Cartoons reabriram cinco meses após seu fechamento, após o fim da mania 3-D. Em 1955, a equipe mudou-se para uma nova instalação no lote principal da Warner Bros em Burbank. A emissora de TV KTLA assumiu o antigo local do estúdio em Van Ness; o antigo Warner Sunset Studios hoje é chamado Sunset Bronson Studios.
Também em 1955, a Warner Bros. vendeu sua biblioteca de Looney Tunes em preto e branco para a Guild Films. O pacote consistia em 191 cartuns que começaram a ser exibidos na televisão naquele ano.
Em 1958, Selzer havia se aposentado e o veterano gerente de produção da Warner Cartoons, John Burton, assumiu o lugar dele. A Warner Bros. também perdeu seu trio de narradores da equipe nesse momento. Foster e Maltese encontraram trabalho na Hanna-Barbera Productions, enquanto Pierce trabalhou como freelancer com o parceiro de redação Bill Danch. John Dunn e Dave Detiege, ambos ex-homens da Disney, foram contratados para substituí-los.
Durante o mandato de Burton, a Warner Bros. Cartoons se ramificaram na televisão. No outono de 1960, a ABC TV estreou The Bugs Bunny Show, que era um programa de pacote com três desenhos teatrais da Warner Bros., com envolvimentos recém-produzidos para apresentar cada curta. O programa permaneceu no ar sob vários nomes e nas três principais redes por quatro décadas, de 1960 a 2000. Todas as versões do The Bugs Bunny Show apresentavam desenhos da Warner Bros. lançados após 31 de julho de 1948, pois todos os desenhos Technicolor lançados antes dessa data foram vendidos para a Associated Artists Productions em 1956.
David H. DePatie tornou-se o último executivo encarregado do estúdio de desenhos animados original da Warner Bros. em 1961. No mesmo ano, Chuck Jones escreveu o roteiro de um artigo produzido pela UPA intitulado Gay Purr-ee. Quando esse filme foi escolhido pela Warner Bros. para distribuição em 1962, o estúdio descobriu que Jones havia violado seu contrato exclusivo com a Warner e que ele foi rescindido em julho. A maior parte da antiga unidade de Jones posteriormente se juntou a ele na Sib Tower 12 Productions para trabalhar em uma nova série de desenhos de Tom e Jerry para a MGM. Freleng deixou o estúdio em novembro de 1962, quatro meses após o término de Jones, para atuar como diretor de história do longa Hey There, It's Yogi Bear! na Hanna-Barbera.
No final de 1962, no auge da popularidade da televisão e do declínio no cinema, DePatie foi enviado para uma reunião do conselho em Nova York e foi informado de que o estúdio de desenho animado seria fechado. DePatie concluiu a tarefa em dezembro de 1963. Embora Chuck Jones tenha sido demitido em meados de 1962, ele ajudou a tarefa de DePatie, dirigindo mais quatro cartuns com sua antiga unidade. Os desenhos eram Hare- Widthth Rush, Mad as a Mars Hare, Transylvania 6-5000 e To Beep or Not to Beep. O projeto final no estúdio estava fazendo as sequências animadas, dirigidas por McKimson, para o filme de 1964 da Warner Bros, The Incredible Mr. Limpet. Com o estúdio fechado, a Hal Seeger Productions em Nova York teve que ser contratada para produzir os créditos de abertura e encerramento do The Porky Pig Show, que estreou no ABC em 1964. Isso marcou uma das primeiras vezes que os personagens de Looney Tunes foram animados fora da área de Los Angeles.

### 1964-1967: DePatie – Freleng Enterprises e Format Productions
David H. DePatie e Friz Freleng fundaram a DePatie – Freleng Enterprises em 1963 e arrendaram a antiga Warner Bros. Cartoons como sede. Em 1964, a Warners contratou DePatie – Freleng para produzir mais Looney Tunes e Merrie Melodies, um acordo que durou até 1967. A grande maioria destes pares combinou Daffy Duck com Speedy Gonzales e, após alguns desenhos iniciais dirigidos por Freleng, Robert McKimson foi contratado para dirigir a maioria dos DePatie – Freleng Looney Tunes restantes.
Além dos desenhos animados de DePatie – Freleng, uma série de novos curtas-metragens com The Road Runner e Wile E. Coyote foram encomendados de um estúdio de animação independente, o Format Productions, de Herbert Klynn. O veterano animador da Warner Rudy Larriva, que trabalhou por anos com o criador de Road Runner, Chuck Jones, assumiu as funções de diretoria desses filmes, mas mesmo com a conexão de Jones, os curtas de Larriva são considerados medíocres pelos críticos. McKimson também dirigiu mais dois curtas Road Runner com a equipe principal DePatie – Freleng, que são mais conceituadas do que os esforços de Larriva.
Após três anos de cartuns terceirizados, a Warner Bros. decidiu trazer a produção de volta para casa. DePatie – Freleng teve seu contrato rescindido (eles se mudaram para novos estúdios no vale de San Fernando), e a Format foi contratada para produzir três caricaturas de "buffer" com Daffy e Speedy (novamente, dirigido por Rudy Larriva) para preencher a lacuna até a Warner Bros. estar novamente em funcionamento.

### 1967-1969: Warner Bros.-Seven Arts Animation
O novo estúdio de desenho animado seria dirigido pelo executivo William L. Hendricks, e após uma tentativa frustrada de atrair Bob Clampett para a aposentadoria, o ex- Walter Lantz Productions e o animador de Hanna-Barbera Alex Lovy foram nomeados diretor do novo estúdio. Ele trouxe sua colaboradora de longa data, Laverne Harding, para ser a principal animadora do estúdio, e trouxe o animador da Disney, Volus Jones e Ed Solomon, que também começou na Disney como assistente, o que contribuiu para fazer desenhos animados dessa época do estúdio estilisticamente bem diferente de a "Era de Ouro" do estúdio. Lovy também trouxe o animador Ted Bonnicksen e o artista de layout Bob Givens, ambos veteranos do estúdio original. Logo após a abertura do estúdio, a Warner Bros. foi comprada pela Seven Arts Associates, e o estúdio renomeou Warner Bros. - Seven Arts.
Inicialmente, a nova equipe de Lovy produziu mais caricaturas de Daffy e Speedy, mas logo se mudou para criar novos personagens, como Cool Cat e Merlin, o Rato Mágico, e até trabalhos experimentais ocasionais, como Norman Normal (1968), o único desenho animado que não se transformou em série. Os desenhos animados de Lovy não foram bem recebidos e muitos entusiastas os consideram (particularmente seus esforços de Daffy e Speedy) como os piores desenhos já produzidos pelo estúdio.
Depois de um ano, Alex Lovy saiu e voltou para Hanna-Barbera, e Robert McKimson foi cotratado de volta ao estúdio. Ele se concentrou em usar os personagens que Lovy havia criado (e dois de sua própria criação: Bunny e Claude). Os personagens clássicos do estúdio apareceram apenas em anúncios (como em Plymouth Road Runner) e em pára-choques de desenhos animados. Os filmes de McKimson da época têm mais humor voltado para adultos do que Lovy. No entanto, em 1969, a Warner Bros. interrompeu a produção de todos os seus assuntos curtos e fechou o estúdio para sempre quando a Warner Bros. - Seven Arts foi adquirida pela Kinney National Company. O catálogo anterior de curtas Looney Tunes e Merrie Melodies continuaria sendo um pacote popular de transmissão e distribuição para a Warner Bros. Television chegou aos anos 2000, quando havia readquirido os curtas anteriores a agosto de 1948 vendidos em 1956.

## Warner Bros. Equipe de desenhos animados, 1933-1969

### Chefes de estúdio
- Leon Schlesinger (1933–1944)
- Eddie Selzer (1944–1958)
- John Burton (1958–1961)
- David H. DePatie (1961–1969)
- William L. Hendricks (1967–1969)

### Diretores
- Tex Avery (1935–1942) (creditado como Fred Avery)
- Ted Bonnicksen (1963)
- Bernard B. Brown (1934)
- Gerry Chiniquy (1964)
- Bob Clampett (1937–1946) (creditado como Robert Clampett)
- Cal Dalton (1938–1940)
- Arthur Davis (1946–1949, 1962)
- Earl Duvall (1933―1934)
- Friz Freleng (1934–1938, 1940–1964) (creditado como (até depois de 1955) I. Freleng)
- Ben Hardaway (1934–1935, 1938–1940)
- Ken Harris (1959)
- Cal Howard (1938)
- Ub Iwerks (1937)
- Chuck Jones (1938–1964) (creditado como (até depois de 1955) Charles M. Jones)
- Jack King (1934–1936)
- Abe Levitow (1959–1962)
- Alex Lovy (1967–1968)
- Norman McCabe (1940–1943)
- Robert McKimson (1946–1964, 1968–1969)
- Phil Monroe (1963–1964)
- Maurice Noble (1961–1964)
- Tom Palmer (1933)
- Hawley Pratt (1961–1964)
- Frank Tashlin (1936–1938, 1943–1946)
- Richard Thompson (1963)
- Bill Tytla (1964)

### Artistas / escritores de storyboard
- Howard Baldwin
- Nick Bennion
- David Detiege
- John Dunn
- Warren Foster
- Friz Freleng
- Ben Hardaway
- George Hill
- Cal Howard
- Rich Hogan
- Chuck Jones
- Lew Landsman
- Lou Lilly
- Sid Marcus
- Michael Maltese
- George Manuell
- Robert McKimson
- Melvin "Tubby" Millar
- Jack Miller
- Dave Monahan
- Fred Neiman
- Tedd Pierce
- Bill Scott
- Dr. Seuss
- Lloyd Turner

### Layout / Artistas de fundo / designers
- Pete Alvarado
- Philip DeGuard
- Robert Givens
- Robert Gribbroek
- Alex Ignatiev
- Willie Ito
- Paul Julian
- John McGrew
- Thomas McKimson
- Maurice Noble
- Ernie Nordli
- Tom O'Loughlin
- Hawley Pratt
- David Rose
- Don Smith
- William Butler
- Richard H. Thomas
- Cornett Wood
- Irv Wyner
- John Didrik Johnsen

### Animadores
- Fred Abranz
- Art Babbitt
- Warren Batchelder
- Robert Bentley
- Richard Bickenbach
- Norm Blackburn
- Ted Bonnicksen
- Jack Bradbury
- Bob Bransford
- Pete Burness
- George Cannata
- Robert "Bobe" Cannon
- John Carey
- Ken Champin
- Gerry Chiniquy
- Robert Clampett
- Ben Clopton
- Herman Cohen
- Shamus Culhane
- Cal Dalton
- Keith Darling
- Basil Davidovich
- Arthur Davis
- Jim Davis
- Phil DeLara
- Jaime Diaz
- Joe D'Igalo
- Russell Dyson
- Robert Edmunds
- Izzy Ellis
- Hugh Fraser
- John Freeman
- Adolph Charles "A.C." Gamer (Efeitos de animação)[12]
- John Gibbs
- George Grandpre
- Manny Gould
- Lee Halpern
- Rollin Hamilton
- Laverne Harding
- Ken Harris
- Emery Hawkins
- Alex Ignatiev
- Chuck Jones
- Fred Jones
- Volus Jones
- Paul Julian
- Jack King
- Anatolle Kirsanoff
- Rudy Larriva
- Art Leonardi
- Abe Levitow
- Harry Love (Efeitos de animação)
- Bob Matz
- Max Maxwell
- Norman McCabe
- John McGrew
- Charles McKimson
- Robert McKimson
- Tom McKimson
- Bill Meléndez
- Phil Monroe
- Jim Pabian
- Ray Patin
- Manuel Perez
- Tom Ray
- Bob Richardson
- Vive Risto
- Phil Roman
- Virgil Ross
- Rod Scribner
- Larry Silverman
- Hank Smith
- Paul Smith
- Ed Solomon
- Irven Spence
- Robert Stokes
- Sid Sutherland
- Bob Taylor
- Richard Thompson
- Riley Thomson
- Frank Tipper
- Gil Turner
- Lloyd Vaughan
- Sandy Walker
- Elmer Wait
- Ben Washam
- Volney White
- Bob Wickersham
- Don Williams

### Vozes
- Tex Avery
- Dave Barry
- Dick Beals
- Bea Benaderet
- Julie Bennett
- Sara Berner
- Mel Blanc
- Billy Bletcher
- Lucille Bliss
- Billy Booth
- Robert C. Bruce
- Arthur Q. Bryan
- Daws Butler
- Pinto Colvig
- Joe Dougherty
- June Foray
- Stan Freberg
- Joan Gerber
- Frank Graham
- Bernice Hansen
- Margaret Hill
- Trust Howard
- Paul Julian
- Abe Lyman
- Tedd Pierce
- Alan Reed
- Marian Richman
- Kent Rogers
- Gay Seabrook
- Hal Smith
- John T. Smith
- Larry Storch
- Danny Webb
- Nancy Wible

### Música
Diretores Musicais
- Bernard Brown (1933–1936)
- Norman Spencer (1933–1936)
- Carl Stalling (1936–1958)
- Eugene Poddany (1951)
- Milt Franklyn (1953-1962)
- John Seely (1958)
- William Lava (1962–1966; 1967–1969)
- Walter Greene (1966–1967)

### Editores de filmes (efeitos sonoros)
- Treg Brown
- Lee Gunther
- Hal Geer

## Filmografia

### Curtas
Warner Bros. A Cartoons produziu duas séries de curtas animados para lançamento comercial no cinema, Looney Tunes (1930-1969) e Merrie Melodies (1931-1969). Os curtas Looney Tunes e Merrie Melodies com Bugs Bunny foram distribuídos separadamente a partir de 1944 como Bugs Bunny Specials. Warner Bros. Cartoons também produziram os desenhos animados Private Snafu para o Exército dos Estados Unidos e os desenhos animados do Sr. Hook para a Marinha dos Estados Unidos.

### Filmes de longa metragem

#### Filmes teatrais
- O Incrível Sr. Limpet (1964, animação / live-action)

#### Recursos de live-action com segmentos animados da Warner Bros. Cartoons
- Dois Caras do Texas (1948)
- My Dreams is Your (1949)

## Séries de TV
- The Bugs Bunny Show e vários spin-offs (1960–1962, 1962–2000s)
- Adventures of the Road Runner - produzido como piloto, não vendido (1962)
- Philbert - produzido como piloto, não vendido (1963)